# Mas Passeres
Mas Passeres és una masia de Selvanera, al municipi de Torrefeta i Florejacs (Segarra), inclosa a l'Inventari del Patrimoni Arquitectònic de Catalunya.

## Descripció
Edifici de quatre façanes i tres plantes i golfa. Té dos cossos més afegits que tenen funció d'habitatge. També té dos edificis annexos.
A la façana principal (Est), hi ha una entrada amb llinda de pedra i porta de fusta, que dona al segon pis. A la llinda hi ha inscrita la data de 1726. A la seva dreta hi ha dues finestres amb reixa. Al pis superior hi ha dues finestres a la part esquerra. A la façana lateral dreta (Nord) hi ha un altre cos adjunt a la façana que ocupa les dues primeres plantes. Hi ha una finestra al tercer pis a la part esquerra i dues petites finestres a les golfes. La façana lateral esquerra (Sud) esta pràcticament coberta per l'altre cos. A la façana oposada (Oest), la planta baixa a la part esquerra, està ocupada per un annex. Hi ha una finestra a la segona planta i quatre a la tercera.

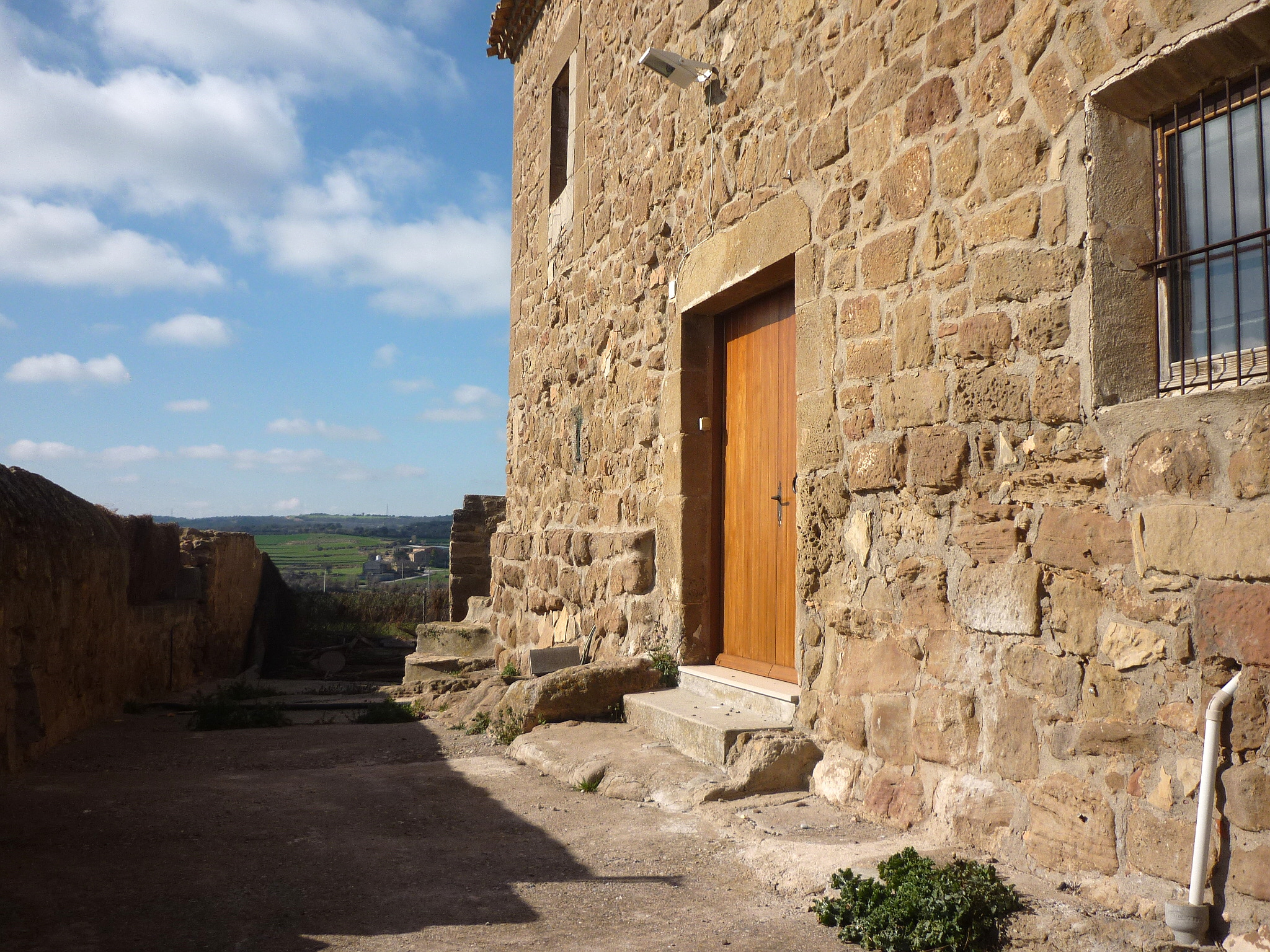
La façana amb el portal

La coberta és de dos vessants (Est-Oest) i acaba amb teules.
Adherit a la façana Nord de la casa hi ha un petit edifici que també té funció d'habitatge. A la façana est hi ha una entrada amb llinda de pedra i porta de fusta, a la qual s'accedeix per uns graons de pedra. A la façana nord té dues obertures a la part superior. A la façana oest no té cap obertura. La coberta és d'un sol vessant orientat al nord i acaba en teula.
L'altre cos, que té funció d'habitatge, està adherit a la façana sud. Té una entrada amb arc rebaixat i porta de fusta. Al pis següent s'hi accedeix per unes escales de pedra que donen a una entrada amb llinda i porta de fusta. Al darrer pis hi ha una finestra amb llinda de pedra i ampit. A la façana sud no hi ha cap obertura, només destacar un contrafort a la dreta i una estructura quadrangular a l'esquerra que suporta també la façana. A la façana Oest hi ha una finestra al darrer pis. La coberta és de dos vessants (Est-Oest), acabada amb teules.
Davant de la façana oest hi ha un petit edifici que tenia funció ramadera. Davant de la façana Est n'hi ha un altres.
S'hi arriba per la carretera L-314, al km 5,5, s'agafa un trencall a l'esquerra, una mica més endavant, s'agafa un a la dreta que et porta a la casa.